# WolfSSL
wolfSSL és una petita biblioteca SSL/TLS integrada portàtil dirigida a desenvolupadors de sistemes integrats. És una implementació de codi obert de TLS (SSL 3.0, TLS 1.0, 1.1, 1.2, 1.3 i DTLS 1.0, 1.2 i 1.3) escrita en el llenguatge de programació C. Inclou biblioteques de clients SSL/TLS i una implementació de servidor SSL/TLS, així com compatibilitat amb múltiples API, incloses les definides per SSL i TLS. wolfSSL també inclou una interfície de compatibilitat amb OpenSSL amb les funcions OpenSSL més utilitzades.

## Plataformes
wolfSSL està actualment disponible per a Microsoft Windows, Linux, macOS, Solaris, ESP32, ESP8266, ThreadX, VxWorks, FreeBSD, NetBSD, OpenBSD, Linux encastat, Yocto Project, OpenEmbedded, WinCE, Haiku, OpenWrt, iPhone, Android, Wii i GameCube a través del suport de DevKitPro, QNX, MontaVista, variants de Tron, NonStop OS, OpenCL, MicroC/OS-II de Micrium, FreeRTOS, SafeRTOS, Freescale MQX, Nucleus, TinyOS, TI-RTOS, HP-UX, uTasker, uT-kernel, embOS, INtime, mbed, RIOT, CMSIS-RTOS, FROSTED, Green Hills INTEGRITY, Keil RTX, TOPPERS, PetaLinux, Apache Mynewt. i PikeOS.

## Història
La gènesi de wolfSSL data del 2004. OpenSSL ja estava disponible en aquell moment i tenia una doble llicència sota la llicència OpenSSL i la llicència SSLeay. yaSSL, alternativament, es va desenvolupar i es va obtenir una doble llicència sota una llicència comercial i la GPL. yaSSL oferia una API més moderna, suport per a desenvolupadors d'estil comercial i estava complet amb una capa de compatibilitat amb OpenSSL. El primer usuari important de wolfSSL/CyaSSL/yaSSL va ser MySQL. Gràcies a la combinació amb MySQL, yaSSL ha aconseguit volums de distribució extremadament alts, de l'ordre de milions.
El febrer de 2019, Daniel Stenberg, el creador de cURL, va ser contractat pel projecte wolfSSL per treballar en cURL.

## Protocols
La biblioteca SSL lleugera wolfSSL implementa els protocols següents:
- SSL 3.0, TLS 1.0, TLS 1.1, TLS 1.2, TLS 1.3
- DTLS 1.0, DTLS 1.2, DTLS 1.3
- Extensions: Indicació del nom del servidor (SNI), longitud màxima del fragment, HMAC truncat, negociació del protocol de capa d'aplicació (ALPN), secret mestre ampliat
- Ciphersuites: Contrasenya remota segura TLS, Clau precompartida TLS
- Criptografia postquàntica : ML-DSA afegit a sigAlgs, ML-KEM afegit a Grups compatibles, QSH (obsolet i eliminat)
- Estàndards de criptografia de clau pública:
  - PKCS #1 - Criptografia RSA
  - PKCS #3 - Acord de clau Diffie-Hellman
  - PKCS #5 - Xifratge basat en contrasenya
  - PKCS #7 - Sintaxi de missatges criptogràfics (CMS)
  - PKCS #8 - Sintaxi d'informació de clau privada
  - PKCS #9 - Tipus d'atributs seleccionats
  - PKCS #10 - Sol·licitud de signatura de certificat (CSR)
  - PKCS #11 - Interfície de token criptogràfic
  - PKCS #12 - Estàndard de sintaxi d'intercanvi de certificats/informació personal[4]

Notes del protocol:
- SSL 2.0 – SSL 2.0 va ser obsolet (prohibit) el 2011 per RFC 6176. wolfSSL no ho admet.
- SSL 3.0 : SSL 3.0 va ser obsolet (prohibit) el 2015 per RFC 7568. En resposta a l'atac POODLE, SSL 3.0 ha estat desactivat per defecte des de wolfSSL 3.6.6, però es pot habilitar amb una opció en temps de compilació.

## Algorismes
ilitza les biblioteques de criptografia següents:

### wolfCrypt
Per defecte, wolfSSL utilitza els serveis criptogràfics proporcionats per wolfCrypt. wolfCrypt Proporciona RSA, ECC, DSS, Diffie-Hellman, EDH, NTRU (obsolet i eliminat), DES, Triple DES, AES (CBC, CTR, CCM, GCM), Camellia, IDEA, ARC4, HC-128, ChaCha20, MD2, MD4, MD5, SHA-1, SHA-2, SHA-3, BLAKE2, RIPEMD-160, Poly1305, generació de nombres aleatoris, suport per a enters grans, codificació/descodificació base 16/64 i algoritmes criptogràfics postquàntics: ML-KEM (certificat sota FIPS 203) i ML-DSA (certificat sota FIPS 204).
wolfCrypt també inclou suport per als algoritmes recents X25519 i Ed25519.
wolfCrypt actua com a implementació criptogràfica de back-end per a diversos paquets de programari i biblioteques populars, inclòs MIT Kerberos (on es pot habilitar mitjançant una opció de compilació).

### NTRU
CyaSSL+ inclou xifratge de clau pública NTRU. L'addició de NTRU a CyaSSL+ va ser el resultat de la col·laboració entre yaSSL i Security Innovation.  NTRU funciona bé en entorns mòbils i integrats a causa de la mida de bits reduïda necessària per proporcionar la mateixa seguretat que altres sistemes de clau pública. A més, no se sap que sigui vulnerable a atacs quàntics. Diversos conjunts de xifratge que utilitzen NTRU estan disponibles amb CyaSSL+, incloent-hi AES-256, RC4 i HC-128.

## Integració de maquinari

### Suport d'elements segurs
wolfSSL admet els següents elements segurs:
- STMicroelectronics STSAFE
- Criptoautenticació de microxip ATECC508A
- Element segur NXP EdgeLock SE050

### Suport tecnològic
wolfSSL admet les tecnologies de maquinari següents:
Intel SGX (Extensions de protecció de programari): Intel SGX permet una superfície d'atac més petita i s'ha demostrat que proporciona un nivell de seguretat més alt per executar codi sense un impacte significatiu en el rendiment.

## Certificacions
wolfSSL admet les certificacions següents:
- Estàndards federals de processament d'informació (FIPS 140)
  - FIPS 140-2 i FIPS 140-3
    - Mòdul FIPS de wolfCrypt: 3.6.0 (certificat NIST núm. 2425) - Històric
    - Mòdul FIPS de wolfCrypt: 4.0 (certificat NIST núm. 3389) - Històric
    - Mòdul FIPS de wolfCrypt: v5.2.1 (certificat NIST núm. 4718) - Actiu
- Comissió Radiotècnica per a l'Aeronàutica (RTCA)
  - DO-178C
    - Kit de certificació wolfCrypt COTS DO-178C (DAL A)

## Llicències
wolfSSL té doble llicència:
- Amb llicència GPL-2.0 o posterior. Això és bo per a projectes de codi obert i avaluació amb llicència GPL.
- Amb llicència comercial no GPL. Això inclou paquets addicionals de suport i manteniment i té un preu de 6.000 USD per producte o SKU a partir del 2022.